# Venom: Let There Be Carnage
Venom: Let There Be Carnage (titulada  Venom: Habrá Matanza en España y Venom: Carnage liberado en Hispanoamérica)  es una película estadounidense de superhéroes basada en el personaje de Venom, de Marvel Comics. La secuela de Venom (2018) y la segunda película dentro del Universo Spider-Man de Sony (SSU), fue dirigida por Andy Serkis a partir de un guion de Kelly Marcel. Tom Hardy protagoniza como Eddie Brock y Venom junto a Michelle Williams, Naomie Harris, Reid Scott, Stephen Graham y Woody Harrelson. En la película, Eddie y el alienígena simbionte, Venom deben enfrentarse al asesino en serie Cletus Kasady (Harrelson) después de que se convierte en el anfitrión de una rama de Venom llamada, Carnage.
Sony Pictures pretendía que Venom fuera el comienzo de un nuevo universo compartido, y los planes para una secuela comenzaron durante la producción de la primera película. Harrelson fue elegido para hacer una breve aparición como Cletus al final de Venom, con la intención de convertirse en el villano Carnage en la secuela. El trabajo oficial en la secuela comenzó en enero de 2019, y se confirmó que Hardy y Harrelson regresarían junto con Marcel como escritora. Serkis fue contratado como director en agosto, en parte debido a su experiencia trabajando con imágenes generadas por computadora (CGI) y captura de movimiento, que fue una parte importante al interpretar a Venom y Carnage en la película. El rodaje tuvo lugar en Leavesden Studios en Inglaterra desde noviembre de 2019 hasta febrero de 2020, con rodaje adicional en San Francisco en febrero. El título se anunció en abril de 2020. Marco Beltrami fue contratado para componer la banda sonora de la película, reemplazando a Ludwig Göransson de la película anterior.
Venom: Let There Be Carnage se estrenó en Londres el 14 de septiembre de 2022 y estrenó en cines en Estados Unidos el 1 de octubre de 2022. Su estreno se retrasó desde una fecha inicial de octubre de 2021 debido a la pandemia de COVID-19. La película recibió críticas mixtas de los críticos, pero fue un éxito de taquilla, recaudando 506,8 millones de dólares en todo el mundo y convirtiéndose en la séptima película más taquillera de 2021. Una secuela, Venom: The Last Dance, se estrenó el 25 de octubre de 2024.

## Argumento
En 1996, un joven Cletus Kasady (Jack Bandeira) observa impotente cómo su amor, Frances Barrison (Olumide Olorunfemi), es trasladada del Hogar St. Estes para Jóvenes no Deseados al Instituto Ravencroft. En el camino, Frances usa sus poderes de grito sónico para atacar a un joven policía Patrick Mulligan (Sean Delaney). Éste dispara a Barrison en el ojo y sufre una herida en la oreja debido a su grito. Sin que Mulligan lo sepa, quien cree que él la mató, Frances todavía es llevada a Ravencroft, donde sus habilidades están restringidas.
En la actualidad, Patrick Mulligan (Stephen Graham), ahora un detective, le pide al periodista Eddie Brock (Tom Hardy) que hable con el asesino en serie Cletus Kasady (Woody Harrelson) en la Prisión Estatal de San Quentin, ya que Cletus se niega a hablarle a nadie más que a Eddie. Después de la visita, el simbionte alienígena de Eddie, Venom (voz de Tom Hardy) deduce dónde ha escondido Cletus los cuerpos de sus víctimas, lo que le da a Eddie un impulso considerable en su carrera. Todavía prófugo del FBI, Eddie le prohíbe a Venom devorar criminales, algo que Venom desaprueba. Eddie es contactado por su ex prometida Anne Weying (Michelle Williams), quien le dice que ahora está comprometida con el Dr. Dan Lewis (Reid Scott), para disgusto de Venom. Cletus, que es declarado culpable de sus crímenes y condenado a muerte por inyección letal, invita a Eddie a asistir a su ejecución. Eddie habla con Cletus, quien insulta a Eddie, provocando que Venom ataque a Cletus. Cletus muerde la mano de Eddie e ingiere una pequeña parte del simbionte. De regreso a casa, Venom tiene una discusión con Eddie acerca de querer tener más libertad para comerse a los criminales, y el simbionte decide abandonar el cuerpo de Eddie y marcharse por su cuenta.
Cuando comienza la ejecución de Cletus, emerge un simbionte rojo y bloquea la inyección. El nuevo simbionte llamado Carnage (voz de Woody Harrelson), provoca un violento alboroto en la prisión, liberando a los reclusos y matando a los guardias. Carnage acepta ayudar a Cletus a sacar a Frances (Naomie Harris) de Ravencroft a cambio de la ayuda de Cletus para eliminar a Eddie y Venom. Mulligan visita a Eddie en su casa y le advierte sobre la situación. En Ravencroft, Cletus libera a Frances y viajan al hogar de niños St. Estes para incendiarlo. Mulligan sospecha de Eddie y lo arresta. Eddie contacta a Anne como su abogada y le revela que Venom se ha separado de él. Mientras Venom recorre San Francisco saltando de cuerpo en cuerpo, Anne lo encuentra unido a la Sra. Chen (Peggy Lu) y lo convence de que perdone a Eddie. Venom se reúne con Eddie después de entablar un primer vínculo con Anne para entrar en la estación de policía, y escapan de la custodia. Cletus toma a Mulligan como rehén y Frances captura a Anne, llevándolos a ambos a la Catedral de Grace, San Francisco donde Cletus y Frances planean casarse.
Eddie y Venom llegan para luchar contra Carnage, mientras Frances aparentemente mata a Mulligan colgándolo con una cadena. Venom es dominado por Carnage, pero provoca que Frances use sus poderes para separar a Carnage y Cletus, que son devorados por Venom, mientras la catedral que se derrumba aplasta a Frances. Se revela que Mulligan está vivo y sus ojos brillan en azul, ya que ha sido infectado por un trozo de simbionte que le dejo Carnage. Eddie y Venom, una vez más fugitivos, deciden tomarse unas vacaciones mientras reflexionan sobre sus próximos pasos.
En una escena a mitad de créditos, mientras Venom le cuenta a Eddie sobre el conocimiento que los simbiontes tienen de otros universos, una luz cegadora los transporta desde su habitación de hotel a otra habitación donde ven a J. Jonah Jameson (J. K. Simmons) hablando sobre la identidad revelada de Spider-Man como Peter Parker (Tom Holland) en la televisión.

## Reparto
- Tom Hardy como Eddie Brock / Venom:
Un periodista de investigación que es el anfitrión de un simbionte alienígena, Venom, que lo imbuye de habilidades sobrehumanas.[6] El director Andy Serkis describió la relación de Brock y Venom en la película como estar en una "situación como la de La extraña pareja", con Venom atrapado en el cuerpo de Brock y solo queriendo ser el "Protector Letal" que distrae a Brock del trabajo y de rehacer su vida.[7]
- Michelle Williams como Anne Weying: Una fiscal de distrito y exprometida de Eddie, quien fue anfitriona brevemente de Venom.[8]
- Naomie Harris como Frances Barrison / Shriek:
El interés amoroso de Kasady que puede crear gritos sónicos.[9][10] Serkis la describió como un alma dañada que ha estado viviendo aislada y tiene un lado oscuro.[7]
  - Olumide Olorunfemi interpreta a una joven Frances Barrison.[11]
- Reid Scott como Dan Lewis: Un médico y el prometido de Anne.[12]
- Stephen Graham como Patrick Mulligan: Un detective que espera utilizar a Brock para encontrar los restos de las víctimas de asesinato de Kasady.[7][10]
  - Sean Delaney interpreta a un joven Patrick Mulligan.[13]
- Woody Harrelson como Cletus Kasady / Carnage:
Un despiadado asesino serial y psicópata que se convierte en el anfitrión de otro simbionte extraterrestre más poderoso llamado, Carnage.[14][15] Mientras está en prisión, Kasady se niega a hablar con nadie además de Brock, a quien considera un alma gemela. Kasady se ve diferente en comparación con su aparición en la escena de mitad de créditos de la primera película, que según Serkis indica el paso del tiempo entre películas;[7] el cabello del personaje se cambió para la secuela para que no distrajera a la audiencia,[16] junto con el disgusto de Harrelson por el peinado anterior y su preferencia por uno más realista.[17] Harrelson inicialmente se mostró reacio a proporcionar la voz para Carnage y quería que Serkis actuara en su lugar, pero Serkis lo alentó a encontrar el tono adecuado para el personaje; Harrelson dijo que finalmente estaba satisfecho con la forma en la que le salió su voz como Carnage.[18]
  - Jack Bandeira interpreta a un joven Cletus Kasady.[11]

Además, Peggy Lu repite su papel como dueña de una tienda de conveniencia, la Sra. Chen, quien fue anfitriona brevemente de Venom. Sian Webber interpreta a Camille Pazzo, Larry Olubamiwo aparece como un guardia de Ravencroft y Little Simz aparece como ella misma. Metraje de Tom Holland como Peter Parker / Spider-Man y J. K. Simmons como J. Jonah Jameson  del Universo cinematográfico de Marvel (MCU) aparece en la escena de mitad de créditos, con ambos actores sin acreditar.

## Producción

### Desarrollo
Durante el largo desarrollo de la película Venom, de 2018, se esperaba que el personaje de Carnage apareciera como un antagonista. Durante la preproducción de esa película, el equipo creativo decidió no incluir al personaje para poder centrarse en presentar a los protagonistas, Eddie Brock y Venom. El director Ruben Fleischer sintió que dejar al villano más formidable de Venom para una secuela le daría a la franquicia un lugar adonde ir y sería un siguiente paso natural, por lo que el alter ego de Carnage, Cletus Kasady se presentó en un escena de mitad de créditos al final de la primera película con la intención de presentarlo en una secuela. Fleischer quería elegir a Woody Harrelson para el papel, sintiendo que había una conexión natural entre el personaje y la actuación de Harrelson en Natural Born Killers (1994), y le preguntó a Harrelson mientras discutían una secuela de su película Zombieland (2009). Después de reunirse con Fleischer y Tom Hardy, quien interpreta a Brock y Venom, para cenar, Harrelson aceptó asumir el papel. Harrelson describió su decisión como una tirada de dados, ya que no pudo leer el guion de la secuela antes de firmar la primera película. En agosto de 2018, antes del estreno de Venom, Hardy confirmó que había firmó para protagonizar dos secuelas. A finales de noviembre de 2018, Sony dio como fecha de estreno el 2 de octubre de 2020 a una secuela de Marvel sin título que se creía que era Venom 2, lo que ubicaría a la película en el mismo plazo de estreno que el primer Venom; analistas de taquilla creía que Venom había tenido el éxito suficiente para garantizar que se hiciera una secuela.
Un mes después, el escritor de Venom, Jeff Pinkner, confirmó que una secuela estaba "sucediendo", pero que no estaba involucrado en escribirla.. Fleischer reiteró esto, diciendo que no podía hablar de una secuela, pero vio la primera película cuando Brock y Venom "se unían". Así que hay una evolución natural de eso a [una secuela donde es] como, bueno, ¿ahora qué son, les gusta vivir juntos? Es como una relación 'bromántica'". En enero de 2019, Kelly Marcel firmó un acuerdo "significativo" con Sony para escribir y producir la secuela, después de trabajar también en el guion de la primera película. Esto marcó el comienzo oficial del trabajo en la película para el estudio, y se reveló junto con la confirmación de que Avi Arad, Matt Tolmach y Amy Pascal regresaban como productores. También se esperaba que Hardy y Harrelson regresaran para la secuela, junto con Michelle Williams en el papel de la ex prometida de Brock, Anne Weying. Ningún director fue confirmado para la película, con Sony considerando reemplazar a Fleischer debido a sus compromisos con Zombieland: Double Tap (2019), aunque éste todavía tenía la intención de participar en Venom 2. A fines de julio de 2019, Sony esperaba que el rodaje comenzara ese noviembre de ese año, y se había reunido con varios candidatos para reemplazar a Fleischer como director, ya que éste todavía estaba completando el trabajo en Zombieland: Double Tap en ese momento. Los directores con los que se reunió el estudio incluyeron a Andy Serkis, Travis Knight y Rupert Wyatt. Sony también estaba interesado en Rupert Sanders, pero eso "no funcionó". Serkis confirmó a principios de agosto de 2019 que había discutido el proyecto con Sony y que era "potencialmente algo que podría suceder".
Serkis fue contratado oficialmente para dirigir la película a principios de agosto de 2019, fue contratado en parte debido a su experiencia trabajando con CGI y la tecnología de captura de movimiento como actor y director. Hablando de la película poco después de su contratación, Serkis dijo que Hardy había estado trabajando estrechamente con Marcel en el guion de la secuela. A mediados de octubre de 2019, Fleischer declaró que estaba contento de dejar que Serkis se hiciera cargo de la franquicia después de la reacción crítica negativa que había recibido la primera película, creyendo que los críticos habían tratado injustamente la "película que agradó al público", posiblemente debido a prejuicios contra Sony y hacia las películas de superhéroes rivales de las de Marvel Studios. Amigo del presidente de Sony Pictures, Tom Rothman, Parker anteriormente se desempeñó como productor de varias películas basadas en Marvel y producidas por 20th Century Fox.

### Preproducción
En septiembre de 2019, se esperaba que Reid Scott repitiera su papel como el novio de Weying, Dan, de la primera película. También se esperaba que el personaje Shriek apareciera como la villana secundaria de la película y el interés amoroso de Carnage. Se examinaron muchas actrices diferentes para el papel, antes de que Naomie Harris fuera elegida para el rol a mediados de octubre de 2019. Stephen Graham también se unió a la película como Detective Mulligan, para fin de año. Tolmach dijo que existía la posibilidad de que la secuela tuviese una calificación R después del éxito de Joker (2019), así como el éxito de otras películas de cómics con calificación R anteriores como Deadpool (2016) y Logan (2017). Sin embargo, Tolmach advirtió que la clasificación PG-13 de la primera Venom había llevado al éxito de taquilla y no buscarían cambiar el tono de la franquicia simplemente porque había funcionado para otros; la secuela finalmente recibió una clasificación PG-13. Tolmach dijo que la mayor lección aprendida de la primera Venom era que a los fanáticos les encantaba la relación entre Brock y Venom, y la secuela se centraría más en los dos personajes juntos debido a esto. Serkis describió la relación como la "historia de amor central" de la película y explicó que la secuencia de la película en la que Venom va a una fiesta rave y habla sobre el "trato cruel de los extraterrestres" utiliza imágenes que recuerdan a los festivales LGBTQIA porque la secuencia pretende ser la "fiesta de presentación" de Venom. La productora china Tencent Pictures cofinanció la secuela después de haber hecho lo mismo para la primera película.

### Rodaje
La fotografía principal comenzó el 15 de noviembre de 2019, en Leavesden Studios en Hertfordshire, Inglaterra, bajo el título de trabajo Fillmore. Robert Richardson sirvió como director de fotografía de la película, reuniéndose con Serkis después de trabajar juntos en Breathe (2017). El rodaje tuvo lugar en el campus del London South Bank University a mediados de enero de 2020. Hardy reveló que el rodaje en Inglaterra se completó el 8 de febrero y que la producción se trasladó luego a San Francisco, donde se desarrolla la película. El rodaje de locaciones continuó en esa ciudad durante varias semanas, y se llevó a cabo en varios vecindarios, incluidos Tenderloin, North Beach, Nob Hill y Potrero Hill. En Potrero Hill, Anchor Brewery sustituyó a una comisaría, mientras que el rodaje en Nob Hill tuvo lugar en Grace Cathedral los días 20 y 21 de febrero. El rodaje también tuvo lugar en el Palacio de Bellas Artes en el distrito de Marina. El rodaje de muchas escenas planificadas en San Francisco se vio afectado por la producción de The Matrix Resurrections (2021), y ciertas ubicaciones, como carreteras para escenas de conducción, no estaban disponibles para el equipo de Venom porque esa película ya las estaba usando. Los helicópteros que se estaban utilizando para filmar secuencias de Matrix son visibles en el fondo de una escena que utiliza el diálogo para explicar como helicópteros de la policía estaban registrando la ciudad. Las regrabaciones se realizaron en Pinewood Studios.

### Posproducción
La posproducción de la película comenzó poco antes de que muchas producciones cinematográficas se vieran obligadas a cerrar debido a la pandemia de COVID-19, y Serkis comenzó a trabajar en la edición de la película en Londres con el departamento editorial. Una vez que hubo que cerrar la posproducción, el editor de la película regresó a Estados Unidos y comenzó a trabajar con Serkis de forma remota para terminar de editar la película. El corte del director inicial para la película fue alrededor de 10 o 15 minutos más largo que el tiempo de ejecución final, y Serkis quería que la película fuera más corta de lo esperado para que fuera un "viaje realmente emocionante" e intentar llegar a la introducción de Carnage con la menor exposición posible.
Sony confirmó en abril de 2020 que la película estaba programada para ser estrenada el 2 de octubre de ese año, y que tenía la intención de mantener esa fecha de estreno a pesar de la pandemia. Más tarde ese mes, Sony movió la fecha de estreno de la película al 25 de junio de 2021, después de que esa fecha estuvo disponible debido a otros retrasos relacionados con la pandemia. Sony también anunció el título oficial de la película como Venom: Let There Be Carnage. Serkis consideró que la demora daría más tiempo para mejorar los efectos visuales de la película y ayudaría a garantizar que los miembros de la audiencia se sintieran cómodos yendo a ver la película en los cines. Serkis estaba emocionado de adaptar al Carnage de los cómics a la pantalla grande, y explicó que los simbiontes habían sido diseñados para reflejar a sus anfitriones, por lo que diferenció a Venom y Carnage reflejando a Brock y Kasady, respectivamente, a través de sus diseños, habilidades y movimientos. Serkis trabajó con bailarines y actores en un escenario de captura de movimiento para ayudar a definir los movimientos de los dos personajes, y comparó a Venom con un mariscal de campo que usaba la fuerza bruta. Para Carnage, la personalidad psicótica de Kasady se muestra a través de movimientos idiosincrásicos y fuera de lugar, además de ser capaz de convertirse en niebla y crear "todo tipo de zarcillos". Serkis comparó luchar contra Carnage con luchar con un pulpo. La escena de mitad de créditos de la película fue dirigida por el director de Spider-Man: No Way Home (2021), Jon Watts durante la producción de esa película.
En marzo de 2021, el estreno de la película se trasladó nuevamente, esta vez al 17 de septiembre de 2021, y luego se trasladó una semana más tarde, al 24 de septiembre de 2021. En agosto de 2021, en medio de los aumentos repentinos de la variante delta del SARS-CoV-2 en los Estados Unidos, la película se retrasó nuevamente hasta el 15 de octubre de 2021. A finales de mes, según los informes, Sony estaba considerando retrasar la película hasta la fecha de estreno de Morbius, el 21 de enero de 2022, tras las continuas oleadas de la variante Delta y los bajos rendimientos de taquilla de las películas estrenadas a principios de agosto. Variety informó que el estudio no planeaba mover la película nuevamente en ese momento, pero Deadline Hollywood describió los planes para cambiar la fecha de estreno de la película como "el secreto peor guardado de Hollywood". Tras el éxito de taquilla de Shang-Chi y la leyenda de los Diez Anillos a principios de septiembre, Sony adelantó la fecha de estreno de la película dos semanas, hasta el 1 de octubre.

## Música
Se reveló que Marco Beltrami sería el compositor de la película en diciembre de 2020, después de haber compuesto previamente la música de varias películas basadas en Marvel producidas por Parker. El 28 de septiembre de 2021, se reveló que Eminem regresaría para componer una nueva canción, titulada «Last One Standing», en colaboración con Skylar Gray, Polo G y Mozzy.

## Marketing
Después de anunciar el título oficial de la película en abril de 2020, Sony también lanzó un breve adelanto con el logotipo oficial de la película. Muchos fanáticos de los cómics de Venom criticaron el título, y algunos se preguntaron por qué no se usó el título de la historia del cómic, Maximum Carnage. Sam Barsanti de The A.V. Club también pensó que Maximum Carnage habría funcionado mejor, o incluso Venom 2, y comparó negativamente el título oficial con películas como Batman v Superman: Dawn of Justice (2016), El asesinato de Jesse James por el cobarde Robert Ford (2007) y Ga'Hoole: la leyenda de los guardianes (2010). Ethan Anderton de /Film reconoció estas críticas, pero sintió que era un gran título dado que la primera película era "sorprendentemente tonta". Vinnie Mancuso de Collider estuvo de acuerdo, llamándolo "el título perfecto para una franquicia maravillosamente estúpida". Dijo que sugirió que Sony "conoce el tipo de propiedad que tiene en sus manos". Tom Reimann, también de Collider, describió el teaser como Sony "mostrando con orgullo el logo de la nueva película como si el título no fuera completamente loco".
En marzo de 2021, Serkis dijo que aún no se había lanzado un avance de la película debido a la pandemia de COVID-19, y Sony esperaba hasta que el público pudiera verlo en los cines. El primer tráiler de la película se estrenó en mayo, y Ryan Parker de The Hollywood Reporter lo describió como "intenso con algunos movimientos de ligereza". Parker destacó la peluca mejorada de Harrelson en comparación con la utilizada en la primera película, al igual que Rafael Motamayor de Collider y Corey Chichizola en CinemaBlend. Chichizola elogió la actuación y la presencia de Harrelson en el tráiler, y expresó su entusiasmo por las breves tomas de Venom y Carnage, con Michael Kennedy de Screen Rant señalando que el primer tráiler de Venom había recibido respuestas negativas por no presentar a Venom en él y este tráiler evitó ese problema al mostrar los dos personajes simbiontes de la secuela. Un segundo tráiler fue lanzado en agosto, con Sam Barsanti de The A. V. Club destacando el metraje ampliado de Carnage, así como el enfoque continuo en la química de Brock y Venom. Lauren Massuda, de Collider, estuvo de acuerdo con Barsanti en ambos puntos, y sintió que Harrison había "tomado el centro de atención" del segundo tráiler. Basándose en los tráileres, Massuda sintió que la secuela parecía más intrigante y madura que la primera película, mientras que James Hunt de Screen Rant opinó que la secuela "ya se ve mucho mejor" que la primera película en términos de tono, carácter y efectos visuales. El 20 de septiembre de 2021, se lanzaron los pósteres de los personajes de la película; al día siguiente, se reveló que una silueta de la forma "She-Venom" de Anne Weying en uno de los pósteres había sido trazada a partir de fan art por el artista de DeviantArt «spaceMAXmarine», publicado originalmente el 9 de octubre de 2018. En diciembre, para promover el lanzamiento digital y el entonces próximo lanzamiento Blu-ray en medios domésticos de la película, se lanzó una serie web titulada Chen's Market en Facebook e Instagram Live, protagonizadas por Peggy Lu y Santana Maynard, la primera retomando sus papeles de la película, junto a las voces de Hardy y Jon Bailey.

## Estreno

### En cines
Venom: Let There Be Carnage tuvo una proyección temprana para los fanáticos en Londres el 14 de septiembre de 2021, y se estrenó en cines en Estados Unidos el 1 de octubre de 2021, en Real D 3D e IMAX. En agosto de 2021, Sony y CJ 4DPlex anunciaron un acuerdo para estrenar 15 de las películas de Sony durante tres años en el formato ScreenX, comenzando con Venom: Let There Be Carnage. La película estaba originalmente programada para estrenarse en Estados Unidos el 2 de octubre de 2020, pero se retrasó varias veces debido a la pandemia de COVID-19, pasando al 25 de junio de 2021, el 17 de septiembre, el 24 de septiembre, y luego el 15 de octubre, antes de ser trasladado de nuevo a 1 de octubre.

### Medios domésticos
La película debutó en la cima de las listas de iTunes, Google Play y Vudu luego de su lanzamiento en los servicios de video bajo demanda premium a fines de noviembre de 2021. En abril de 2021, Sony firmó un acuerdo con Disney que le daba acceso a su contenido heredado, incluido el contenido de Marvel en el Universo Spider-Man de Sony, para aparecer en Disney+ y Hulu, y para transmitir en los canales de televisión lineal de Disney. El acceso de Disney a los títulos de Sony vendría después de su disponibilidad en Netflix.

## Recepción

### Taquilla
Venom: Let There Be Carnage recaudó $213,6 millones de dólares en Estados Unidos y Canadá, y $293,3 millones en el resto del mundo, para un total mundial de $506,9 millones de dólares.
En Estados Unidos y Canadá la película se estrenó junto con The Many Saints of Newark y The Addams Family 2. Mientras Sony estimaba un debut de $40 millones de dólares, los analistas de taquilla predijeron que podría llegar a $65 millones en su primer fin de semana. La película recaudó $37.3 millones de dólares en su primer día, que incluyó $11.6 millones de los avances del jueves por la noche, superando los $10 millones obtenidos por su predecesora Venom (2018), y marcando el segundo mayor total desde el inicio de la pandemia de COVID-19, detrás de los $13.2 millones de dólares de Black Widow. En su primer fin de semana, Venom: Let There Be Carnage debutó con $ 90,1 millones de dólares, terminando primera en taquilla, marcando la apertura más grande de la pandemia de COVID-19 y superando el primer fin de semana bruto de Venom ($80,3 millones de dólares). La película bajó un 64% en su segundo fin de semana, con 32 millones de dólares, quedando en segundo lugar detrás de la recién llegada No Time to Die. Venom: Let There Be Carnage se convirtió en la segunda película en cruzar la marca de los 200 millones de dólares en la taquilla de Estados Unidos y Canadá durante la pandemia, después de Shang-Chi and the Legend of the Ten Rings. Terminó su taquilla como la tercera película más taquillera de 2021 en Norteamérica.

### Respuesta crítica
El sitio web de agregación de reseñas, Rotten Tomatoes informó un índice de aprobación del 57% basado en 281 reseñas, con una calificación promedio de 5.4/10. El consenso crítico del sitio web dice: "Una secuela dirigida directamente a los fanáticos de la extraña pareja química del original, Venom: Let There Be Carnage abraza con entusiasmo el lado más tonto de la franquicia". El sitio web Metacritic asignó a la película una puntuación promedio ponderada de 49 sobre 100, sobre la base de 48 críticas, lo que indica "opiniones mixtas o medias". Las audiencias encuestadas por CinemaScore le dieron a la película una calificación promedio de "B+" en una escala de A+ a F, lo mismo que la primera película, mientras que los de PostTrak le dieron una puntuación positiva del 76%, y el 65% dijo que definitivamente la recomendaría.
Escribiendo para RogerEbert.com, Christy Lemire le dio a la película 3 de 4 estrellas y elogió el "desempeño físico entusiasta" de Hardy. Kristen Page-Kirby de The Washington Post elogió la película y comentó: "Es rápida, es divertida y oculta en ella una historia genuinamente dulce sobre la amistad y la autoaceptación". Tim Grierson de Screen International dijo que la dirección de Serkis "mantiene los procedimientos bulliciosos relativamente tensos, dejando espacio para la acción operística y un trasfondo emocional furtivo que se asoma a través de la comedia general y la grandeza de los cómics". James Mottram del South China Morning Post le dio a la película una puntuación de 4/5 estrellas, escribiendo que la película "es simplificada, más enfocada e incluso más íntima que su predecesora, empleando solo un puñado de personajes y una narrativa notablemente simplificada". Clarisse Loughrey de The Independent también le dio a la película una puntuación de 4/5 estrellas, describiéndola como "una historia de amor escrita con sangre, sudor y la baba de los cerebros a medio comer". Tim Robey de The Daily Telegraph le dio a la película una puntuación de 3/5 estrellas, escribiendo: "Venom: Let There Be Carnage es refrescantemente loco , y se beneficia de ser 45 minutos más corta que su predecesora". Joe Morgenstern de The Wall Street Journal escribió que la película "manipula a su audiencia con todos los tentáculos que puede desplegar, la mayoría de ellos alegremente ridículos".
Richard Roeper del Chicago Sun-Times fue más crítico en su reseña de la película, dándole una puntuación de 2/4 estrellas. Describió la película como "ligeramente mejor que la original, con un compromiso más firme con el ángulo de la comedia y Tom Hardy claramente divirtiéndose mucho", pero agregó: "este vehículo se queda sin gasolina a la mitad del bostezo de un clímax". John DeFore de The Hollywood Reporter escribió: "La película desarrolla la química entre el extraterrestre titular y el humano que se ve obligado a habitar mientras se encuentra dentro de la atmósfera de la Tierra. Pero el carácter distintivo de este vínculo entre amigos y películas a menudo se ve ahogado por escenas gigantescas de caos generado por computadora que se sienten exactamente como las que se encuentran en las películas de los buenos". Brian Lowry de CNN describió la película como "una secuela abrumadoramente aburrida, llena de comedia sin inspiración y una pelea de monstruos generada por computadora que parece arrastrar para siempre". David Sims de The Atlantic describió la experiencia visual como "como ir a un club nocturno y que alguien grite la trama en tu oído sobre una línea de bajo retumbante". Kevin Maher de The Times le dio a la película una puntuación de 1/5 de estrellas y la describió como una "secuela abominable".
William Hughes del A.V. Club creía que la escena de la mitad de los créditos eclipsaría el resto de la película, diciendo que "en el lapso de unos 120 segundos, lo más interesante externamente sobre el último gran éxito de taquilla de superhéroes de Sony... [es] su conexión con la biblioteca de otro estudio de películas". Continuó diciendo que las dos películas de Venom eran "al menos genuinamente interesantes y extrañas... impulsadas por una actuación devotamente extraña" de Hardy, pero finalmente sintió que Let There Be Carnage se convertiría en "poco más que en la que Venom es arrastrado al MCU". Barry Hertz de The Globe and Mail elogió la escena de la mitad de los créditos de la película, pero describió el resto de la película como "fea, barata y tonta, pero no buena tonta" y "una especie de basura desechable".

### Reconocimientos
| Premio                         | Fecha de ceremonia     | Categoría                                                           | Receptor(es)                                                                                         | Resultado | Ref(s)  |
| ------------------------------ | ---------------------- | ------------------------------------------------------------------- | --- | --------- | ------- |
| People's Choice Awards         | 7 de diciembre de 2021 | Película del 2021                                                   | Venom: Let There Be Carnage                                                                          | Nominada  | [ 110 ] |
| People's Choice Awards         | 7 de diciembre de 2021 | Película de acción del 2021                                         | Venom: Let There Be Carnage                                                                          | Nominada  | [ 110 ] |
| Premios Visual Effects Society | 8 de marzo de 2022     | Sobresalientes simulaciones de efectos en una función fotorrealista | Richard Spriggs, Ricardo Silva, Lucas Cuenca, Federico Frassinelli (por Carnage)                     | Nominados | [ 111 ] |
| Artios Awards                  | 23 de marzo de 2022    | «The Zeitgeist Award»                                               | Lucy Bevan, Nina Henninger (Location Casting), Emily Brockmann (Associate), Sarah Kliban (Associate) | Nominados | [ 112 ] |

## Secuela
En diciembre de 2021, Pascal dijo que estaban en las "etapas de planificación" de Venom 3. Sony confirmó que la película estaba en desarrollo en CinemaCon en abril de 2022. En junio, Hardy reveló que Marcel estaba escribiendo el guion después de haber trabajado previamente en las películas anteriores de Venom, y que estaba coescribiendo la historia con ella. Ese octubre, Marcel estaba programa a hacer su debut como directora con la película y también producirla. Venom: The Last Dance se estrenó el 25 de octubre de 2024.